# 通許県
通許県（つうきょ-けん）は中華人民共和国河南省開封市に位置する県。

## 行政区画
- 街道:咸平街道
- 鎮:豎崗鎮、玉皇廟鎮、四所楼鎮、朱砂鎮、長智鎮
- 郷:馮荘郷、孫営郷、大崗李郷、邸閣郷、練城郷、厲荘郷